# Vanilla Fudge (album)
| Recensione              | Giudizio     |
| ----------------------- | ------------ |
| AllMusic                | [ 1 ]        |
| Sputnikmusic            | 4.3 (Superb) |
| Progarchives            | [ 3 ]        |
| Dizionario del Pop-Rock | [ 4 ]        |
| 24.000 dischi           | [ 5 ]        |

Vanilla Fudge è il primo eponimo album discografico del gruppo musicale rock statunitense Vanilla Fudge, pubblicato nel giugno del 1967.
Consiste di diverse cover e alcuni brani originali.
L'album raggiunse (il 18 novembre 1967) la sesta posizione della classifica Billboard 200.

## Tracce
Lato A
1. Ticket to Ride – 5:40 (John Lennon, Paul McCartney)
2. People Get Ready – 6:30 (Curtis Mayfield)
3. She's Not There – 4:55 (Rod Argent)
4. Bang Bang – 5:20 (Sonny Bono)

Lato B
1. Illusions of My Childhood - Part One – 0:20
2. You Keep Me Hangin' On – 7:20 (Brian Holland, Lamont Dozier, Eddie Holland)
3. Illusions of My Childhood - Part Two – 0:23
4. Take Me for a Little While – 3:27 (Trade Martin)
5. Illusions of My Childhood — Part Three – 0:22
6. Eleanor Rigby – 8:24 (John Lennon, Paul McCartney)

## Formazione
- Carmine Appice - batteria, voce
- Tim Bogert - basso, voce
- Vince Martell - chitarra, voce
- Mark Stein - voce principale, tastiere

Note aggiuntive
- Shadow Morton - produttore
- Joe Veneri e Bill Stahl - ingegneri delle registrazioni
- Richard Stevens - fotografie copertina album
- Bruce Laurance - fotografie retrocopertina e inserto album
- Haig Adishian - design album
- Quest'album è dedicato alla signora Lucy Monaco[10]